# Brick Township
Brick Township is een plaats (township) in Ocean County, in de  Amerikaanse staat New Jersey. Terwijl het grootste deel van Brick Township op het vasteland ligt, ligt een deel van de parochie op Barnegat, een lang, smal barrièreschiereiland dat Barnegat Bay scheidt van de Atlantische Oceaan.
In 2006 werd de gemeente uitgeroepen tot Amerika's veiligste stad uit een onderzoek onder 371 steden in het hele land. Met ingang van de 2020 telling van de Verenigde Staten, had de gemeente een bevolking van 73.620, waardoor het de 13e grootste gemeente van de staat en de derde meest bevolkte gemeente in Ocean County (achter Lakewood en Toms River), met een daling van 1.452 inwoners (-1,9%) van de bevolking van 75.072 in de 2010 telling.

## Geschiedenis
Brick Township werd opgericht op 15 februari 1850 door een wet van de wetgevende macht van New Jersey uit delen van Dover Township (nu Toms River Township) en Howell Township als een township. De gemeente is vernoemd naar Joseph Brick, de eigenaar van de Bergen Iron Works aan de rivier Metedeconk. Delen van de gemeente werden Point Pleasant Beach (18 mei 1886), Bay Head (15 juni 1886), Lakewood (23 maart 1892), Mantoloking (10 april 1911) en Point Pleasant (21 april 1920). In 1963 verwierpen de kiezers een referendum dat de naam van de gemeente zou hebben veranderd in Laurelton.